# Irma Goldberg
Irma Goldberg (russisch Ирма Голдберг; * 1871 in Moskau; † nach 1939) war eine russische, später schweizerische Chemikerin.

## Leben
Goldberg entstammte einer russisch-jüdischen Familie und ging in den 1890er Jahren nach Genf, wo sie an der Universität Genf Chemie studierte. Sie arbeitete und forschte dann zusammen mit der Gruppe des deutschen Chemikers Fritz Ullmann.
Sie entwickelte eine Methode zur Extraktion von Schwefel und Phosphor aus technischem Acetylen. Sie untersuchte Benzophenon-Derivate und beschrieb die Ergebnisse in ihrer ersten Veröffentlichung 1898 mit Ullmann als Mitautor. Ihr Aufsatz über Kupfer als Katalysator für die Herstellung eines Phenyl-Derivats der Thiosalicylsäure (Ullmann-Reaktion) erschien 1904. Nach ihr wurde die Ullmann-Goldberg-Reaktion benannt.
Mit Ullmann ging Goldberg 1905 nach Berlin an die Technische Hochschule. Mit ihren Forschungsarbeiten beteiligte sie sich an den Entwicklungen synthetischer Farbstoffe. Zusammen mit Hermann Friedmann stellte sie eine Übersicht der Patente der BASF mit Anmerkungen für die Herstellung von 114 Farbstoffen zusammen. 1910 heiratete sie Ullmann. Nach dem Ersten Weltkrieg kehrte sie 1923 mit ihrem Ehmann nach Genf zurück, wo er eine Stellung an der Universität bekommen hatte. Gemeinsam nahmen sie 1926 die schweizerische Staatsbürgerschaft an. Nach seinem Tod 1939 verfasste sie mit anderen einen Nachruf in einer Genfer Zeitung.